# 原田保
原田 保（はらだ たもつ、1947年 - ）は、日本のコンテクストデザイナー、戦略プロデューサー。多摩大学大学院経営情報学研究科客員教授、メイ・ウシヤマ学園理事長補佐、ハリウッド大学院大学特任教授、文化学園大学特任教授、メイ・ウシヤマ総合研究所副所長、明治大学ビジネス・イノベーション研究所客員研究員。薬樹顧問、日本能率協会総合研究所観光マーケティング研究所客員研究員、日本ペンクラブ会員など。専門は戦略研究、文化評論。

## 経歴
神奈川県出身。1971年に早稲田大学政治経済学部卒業後、西武百貨店に入社。1980年に米国シアーズローバック研修出向。1990年に西武百貨店取締役として企画室長、情報システム部長、商品管理部長、関東地区担当、国際業務担当、業革推進担当を歴任。
香川大学経済学部経営システム学科（経営戦略論等）・大学院経済学研究科教授、岡山商科大学商学部・大学院商学研究科客員教授、2003年より多摩大学・経営情報学部・大学院経営情報学研究科・ルネッサンスセンター教授を経て、2010年より現職。

## 著書
- デジタル流通戦略
- 戦略的パーソナルマーケティング
- ソシオビジネス革命
- 21世紀の経営戦略（共著）
- 場と関係の経営学
- コーディネートパワー
- コラボレーション経営
- ロジスティクス経営（編著）